# Dziersław z Konina
Dziersław z Konina (w innych źródłach Dziersław z Witowic; zm. po 1431) – polski szlachcic herbu Rawa (Rawicz).
Rozbudował odziedziczoną własność (Witowice i sąsiednia Wola) o okoliczne wsie – Pożóg, Rudy, Chrząchów, Osiny i Sielce – co dało początek kluczowi końskowolskiemu.
Data jego śmierci jest nieznana, ostatni raz w dokumentach występuje w 1431. 
Miał czterech synów: Jana, Piotra, Pawła i Jakuba. Pisali się oni wszyscy z Konina lub Konińscy, niezależnie od tego, że każdy przybierał też inne przydomki. 